# Hemiasterella topsenti
Hemiasterella topsenti är en svampdjursart som först beskrevs av Claude Lévi 1983.  Hemiasterella topsenti ingår i släktet Hemiasterella och familjen Hemiasterellidae.
Artens utbredningsområde är havet kring Nya Kaledonien. Inga underarter finns listade i Catalogue of Life.